# Faun K85
Der K85 ist ein Großmuldenkipper des deutschen Herstellers Faun, der in den 1970er- und frühen 1980er-Jahren in unterschiedlichen Versionen hergestellt wurde. Er ist für die Beförderung großer Abraummengen in Tagebauen und Großbaustellen mit schwierigen Bedingungen konzipiert.

## Technik
Der Starrrahmen-Muldenkipper ist ein zweiachsiger Frontlenker mit der Radformel 4×2 mit Kippmulde. Die Hinterachse ist zwillingsbereift. Die Version K85.8 ist 10,065 m lang, 5,240 m breit und 4,8 m hoch; der Radstand beträgt 4,7 m. Die Motorisierung der einzelnen K85-Versionen umfasst unterschiedliche Dieselmotor-Modelle von Cummins, der Fahrantrieb ist dieselmechanisch. Mit dem 596 kW (811 PS) Motor wurde eine Geschwindigkeit von 50,5 km/h erreicht. Die Einmannkabine befindet sich links neben dem Motorraum über dem linken Vorderrad und kann mittels einer Leiter vorn am Fahrzeug erreicht werden. Die Kippmulde kann mit zwei Hydraulikzylindern aus der Waagerechten in die Kippstellung in 21 s gebracht werden, maximal 77 Tonnen können transportiert werden. Das Leergewicht betrug 55.200 kg.